# Sendawar
Sendawar est un cheval de course pur-sang né en Irlande en 1996. Propriété de son éleveur l'Aga Khan, entraîné par Alain de Royer-Dupré et monté par Gérald Mossé, il fut le meilleur miler de sa génération.

## Carrière de course
Né au haras irlandais de l'Aga Khan, Sendawar rejoint les boxes d'Alain de Royer-Dupré en France et obtient deux accessits d'honneur à 2 ans. Il se révèle l'année suivante après avoir remporté son maiden en terminant deuxième du jeune champion Montjeu dans le Prix Greffulhe sur 2 100 mètres. Mais c'est sur une distance plus courte, le mile, qu'il donne sa pleine mesure en remportant la Poule d'Essai des Poulains. Rendez-vous est pris dans les St. James's Palace Stakes lors du meeting royal d'Ascot, face aux meilleurs milers des Îles Britanniques. Si les vainqueurs des Guinées anglaises (Island Sands) et irlandaises (Saffron Walden) font faux bond, il doit affronter Aljabr, invaincu et champion européen des 2 ans. Il le défait sans coup férir, mais étant donné les défections d'Ascot, il doit encore confirmer qu'il est bien le meilleur de sa promotion et vaincre les chevaux d'âge. C'est chose faite dans le Prix du Moulin de Longchamp, son troisième groupe 1 consécutif. En fin d'année, il est privé du titre de meilleur 3 ans européen par Montjeu, qui a multiplié les exploits et s'est offert le Prix de l'Arc de Triomphe. 
De retour à 4 ans, Sendawar démontre une nouvelle fois sa qualité en montant en distance. Il remporte nettement le Prix d'Ispahan face à Indian Danehill (un cheval en pleine forme qui vient de faire le doublé Prix d'Harcourt / Prix Ganay), en prélude à une tentative dans les Eclipse Stakes en juillet. Mais son entourage fait volte-face et l'aligne un mois plus tard dans les Prince of Wales's Stakes sur 2 000 mètres, moyennant une supplémentation de £ 20 000, pour défier le phénomène Dubai Millennium. C'est l'un, sinon le choc de l'année, mais les 2 000 mètres ne sont décidément pas le sport de Sendawar : incapable de lutter, il ne peut qu'assister de loin au triomphe de son adversaire, qui s'envole. C'est le seul véritable échec de sa carrière puisque deux mois plus tard, prudemment ramené sur sa distance fétiche dans le Prix Jacques Le Marois, il prend la deuxième place. Mais il est battu sans discussion par Muhtathir, un bon miler mais pas un foudre de guerre. Il doit donc rassurer ans le Prix du Moulin de Longchamp, mais une une averse à vingt minutes du départ alourdit un peu plus un terrain déjà trop souple pour ses aptitudes. Forfait de dernière minute, Sendawar ne reparaîtra plus sur un hippodrome et prend la direction du haras. 

### Résumé de carrière
| Date        | Hippodrome  | Pays        | Course                      | Statut      | Distance    | Jockey      | Place       | Écart       | Vainqueur ou deuxième |
| 1998, 2 ans | 1998, 2 ans | 1998, 2 ans | 1998, 2 ans                 | 1998, 2 ans | 1998, 2 ans | 1998, 2 ans | 1998, 2 ans | 1998, 2 ans | 1998, 2 ans           |
| ----------- | ----------- | ----------- | --------------------------- | ----------- | ----------- | ----------- | ----------- | ----------- | --------------------- |
| 8 octobre   | Longchamp   | France      | Prix de Sablonville         | Inédits     | 1 800 m     | G. Mossé    | 2e / 7      | 1/2         | Royal Line            |
| 27 octobre  | Saint-Cloud | France      | Prix Adaris                 | Maiden      | 1 500 m     | G. Mossé    | 2e / 10     | 1           | Leave Up Leap         |
| 1999, 3 ans |             |             |                             |             |             |             |             |             |                       |
| 4 avril     | Longchamp   | France      | Prix de Ferrières           | Maiden      | 2 000 m     | G. Mossé    | 1er / 7     | 1 ½         | Renaleon              |
| 25 avril    | Longchamp   | France      | Prix Greffulhe              | Gr. 2       | 2 100 m     | G. Mossé    | 2e / 7      | 1           | Montjeu               |
| 16 mai      | Longchamp   | France      | Poule d'Essai des Poulains  | Gr. 1       | 1 600 m     | G. Mossé    | 1er / 15    | 1 ½         | Dansili               |
| 15 juin     | Ascot       | Royaume-Uni | St. James's Palace Stakes   | Gr. 1       | 1 600 m     | G. Mossé    | 1er / 11    | 1 ¼         | Aljabr                |
| 5 septembre | Longchamp   | France      | Prix du Moulin de Longchamp | Gr. 1       | 1 600 m     | G. Mossé    | 1er / 9     | 1 ½         | Gold Away             |
| 2000, 4 ans |             |             |                             |             |             |             |             |             |                       |
| 21 mai      | Longchamp   | France      | Prix d'Ispahan              | Gr. 1       | 1 850 m     | G. Mossé    | 1er / 5     | 3           | Indian Danehill       |
| 21 juin     | Ascot       | Royaume-Uni | Prince of Wales's Stakes    | Gr. 1       | 2 000 m     | G. Mossé    | 4e / 6      | 11          | Dubai Millennium      |
| 13 août     | Deauville   | France      | Prix Jacques Le Marois      | Gr. 1       | 1 600 m     | G. Mossé    | 2e / 11     | 3           | Muhtathir             |

## Au haras
Proposé aux éleveurs à 70 000 F la saillie la première saison, Sendawar ne tient pas ses promesses au haras. Père d'un seul cheval de groupe 1 (Dilek, troisième du Prix Jean Prat avant d'être exporté à Hong Kong où, sous le nom de Viva Macau il prend des accessits dans le Hong Kong Mile et la Hong Kong Champions & Chater Cup), il est envoyé en Irlande pour y officier comme étalon d'obstacles à 1 200 € la saillie dans les années 2010.

## Origines
Priolo, le père de Sendawar, est un autre champion miler, vainqueur du Prix Jacques Le Marois et du Prix du Moulin de Longchamp. il a connu une réussite honorable au haras, donnant quatre lauréats de groupe 1. Sendana, sa mère, issue du champion et grand étalon Darshaan, fleuron de l'élevage Aga Khan, ne parut pas en piste mais avait donné avant Sendawar le bon Sendoro (par Shahrastani), placé dans le Critérium de Saint-Cloud, le Prix Noailles et le Prix Saint-Roman (Gr.3). Elle était la sœur de Sherarda (par Empery), placée elle aussi au niveau groupe. 

### Pedigree
| Origines de Sendawar (IRE), mâle bai né en 1996 | Origines de Sendawar (IRE), mâle bai né en 1996 | Origines de Sendawar (IRE), mâle bai né en 1996 | Origines de Sendawar (IRE), mâle bai né en 1996 |
| ----------------------------------------------- | ----------------------------------------------- | ----------------------------------------------- | ----------------------------------------------- |
| Père Priolo 1987                                | Sovereign Dancer 1975                           | Northern Dancer                                 | Nearctic                                        |
| Père Priolo 1987                                | Sovereign Dancer 1975                           | Northern Dancer                                 | Natalma                                         |
| Père Priolo 1987                                | Sovereign Dancer 1975                           | Bold Princess                                   | Bold Ruler                                      |
| Père Priolo 1987                                | Sovereign Dancer 1975                           | Bold Princess                                   | Grey Flight                                     |
| Père Priolo 1987                                | Primevere 1982                                  | Irish River                                     | Riverman                                        |
| Père Priolo 1987                                | Primevere 1982                                  | Irish River                                     | Irish Star                                      |
| Père Priolo 1987                                | Primevere 1982                                  | Spring Is Sprung                                | Herbager                                        |
| Père Priolo 1987                                | Primevere 1982                                  | Spring Is Sprung                                | Pleasant Flight                                 |
| Mère Sendana 1987                               | Darshaan 1981                                   | Shirley                                         | Mill Reef                                       |
| Mère Sendana 1987                               | Darshaan 1981                                   | Shirley                                         | Hardiemma                                       |
| Mère Sendana 1987                               | Darshaan 1981                                   | Delsy                                           | Abdos                                           |
| Mère Sendana 1987                               | Darshaan 1981                                   | Delsy                                           | Kelty                                           |
| Mère Sendana 1987                               | Sherniya 1980                                   | Empery                                          | Vaguely Noble                                   |
| Mère Sendana 1987                               | Sherniya 1980                                   | Empery                                          | Pamplona II                                     |
| Mère Sendana 1987                               | Sherniya 1980                                   | Sherkala                                        | Crepello                                        |
| Mère Sendana 1987                               | Sherniya 1980                                   | Sherkala                                        | Shahana (famille 6-d)                           |